# الكسندر غيل
الكسندر غيل (17 ديسمبر 1892 في المملكة المتحدة - 31 مارس 1965 في نيوزيلندا) (بالإنجليزية: Alexander Gale)‏ هو لاعب كريكت نيوزلندي.

## وصلات خارجية
- الكسندر غيل على موقع إي آس بي آن كريك إنفو (الإنجليزية)